# Frente para a Libertação do Zimbabwe
Frente para a Libertação do Zimbabwe (Front for the Liberation of Zimbabwe, FROLIZI) foi uma organização nacionalista africana criada em oposição ao governo de minoria branca da Rodésia. Foi anunciada em Lusaka, Zâmbia, em outubro de 1971 como uma fusão das duas principais facções nacionalistas africanas na Rodésia, a União do Povo Africano do Zimbabwe (ZAPU) e a União Nacional Africana do Zimbábue (ZANU). No entanto, era de fato uma facção dissidente tanto da ZAPU quanto da ZANU, estabelecida por membros de ambos os grupos que haviam se tornado insatisfeitos devido às incessantes disputas internas e externas de suas organizações rivais.  Seu domínio por membros do Zezuru, um subgrupo do povo shona, levou a acusações de que era apenas um agrupamento tribal e ridicularizado como "Front for the Liaison of Zezuru Intellectuals". 
A organização declarou seu apoio à unidade nacional em seu projeto de constituição e criticou as divisões da ZANU e da ZAPU, que haviam enfraquecido sua eficácia no combate ao regime rodesiano.  Como dizia a constituição,
A necessidade de um movimento revolucionário progressista, unindo não apenas a ZAPU e a ZANU, mas as massas do povo e todas as forças revolucionárias do Zimbábue sob uma única bandeira ... A formação hoje da FROLIZI põe fim a este estado de coisas sórdido e autodestrutivo. A luta será a partir de agora travada contra o inimigo e opressor, não contra o povo zimbabuano.
Os primeiros líderes da FROLIZI foram Skilkom Siwela e Godfrey Savanhu; alegadamente, havia planos para nomear Robert Mugabe da ZANU como um suposto líder de "unidade", mas isso não aconteceu devido ao fracasso de um complô que pretendia concretizá-lo. A liderança da FROLIZI circulou uma carta alegando falsamente que o líder da ZAPU, Joshua Nkomo, e o líder da ZANU, Ndabaningi Sithole, concordaram em apoiar Mugabe como o líder da FROLIZI, o que reuniria tanto a ZANU como a ZAPU. No entanto, Sithole soube do complô e distribuiu uma carta denunciando a FROLIZI,  e o Secretário Nacional Adjunto da ZAPU repudiou a FROLIZI como "um refúgio para rejeitados políticos". Mugabe permaneceu na ZANU e finalmente conseguiu tomar o controle da organização em 1975. 
Siwela e Savanhu foram expulsos em 1972 por James Chikerema, George Nyandoro e Nathan Shamuyarira. Embora a FROLIZI não tenha conseguido estabelecer uma presença na Rodésia, procurou aliar-se ao Conselho Nacional Africano. Tinha muito poucos membros e nenhum grupo armado próprio significativo,  embora membros armados tenham se infiltrado na fronteira da Zâmbia, na região norte de Karoi, na Rodésia, e realizado um ataque a uma fazenda de propriedade de brancos em 1972. Obteve apoio externo significativo por um tempo, mas entrou em colapso em 1973 após ser preterida pelo Comitê de Libertação da Organização da Unidade Africana em favor dos outros dois principais movimentos de libertação do Zimbábue.  A maioria de seus membros foi para a ZANU após o desaparecimento da FROLIZI. 